# Medal im. Wacława Szuberta
Medal im. Wacława Szuberta – polski medal przyznawany od 1999 do 2015 przez Komitet Nauk o Pracy i Polityce Społecznej PAN, a od 2016 przez Prezesa Polskiej Akademii Nauk, za wybitne osiągnięcia w dziedzinie nauk o pracy i polityce społecznej oraz osiągnięcia praktyczne w tych dziedzinach. Patronem nagrody jest ekonomista i prawnik – Wacław Szubert (1912-1994).

## Kapituła Medalu
Skład kapituły w 2018 i 2019 był następujący:
- przewodniczący – dr hab., prof. Bożena Balcerzak-Paradowska,
- wiceprzewodniczący – dr hab., prof. Jan Wojtyła,
- członkowie:
  - prof. dr hab. Marta Juchnowicz,
  - prof. dr hab. Józef Orczyk,
  - prof. dr hab. Aleksy Pocztowski,
  - prof. dr hab. Małgorzata Szylko-Skoczny,
  - prof. dr hab. Zenon Wiśniewski[1].

## Składanie kandydatur
Uprawnienia do występowania z wnioskami o nadanie nagrody przysługuje:
- radom wydziałów szkół wyższych i placówek naukowych,
- poszczególnym Komitetom Polskiej Akademii Nauk,
- członkom Komitetu Nauk o Pracy i Polityce Społecznej PAN[1].

## Odznaczeni
Medal otrzymali:
- w 2020: prof. Agata Zagórowska i prof. Piotr Błędowski[2],
- w 2019: prof. Anna Organiściak-Krzykowska, prof. Jerzy Wratny i Centrum Partnerstwa Społecznego „Dialog”,
- w 2018: prof. Józefa Hrynkiewicz i prof. Bogusława Urbaniak,
- w 2017: prof. Maciej Żukowski,
- w 2016: prof. Marek Bednarski i prof. Barbara Szatur-Jaworska,
- w 2015: prof. Marta Juchnowicz,
- w 2014: prof. Małgorzata Szylko-Skoczny,
- w 2013: prof. Elżbieta Kryńska i prof. Zenon Wiśniewski,
- w 2012: prof. Danuta Graniewska,
- w 2011: prof. Bożena Balcerzak-Paradowska, prof. Danuta Koradecka i prof. Jan Wojtyła,
- w 2010: prof. Wojciech Muszalski i prof. Zdzisław Sadowski,
- w 2009: prof. Janusz Witkowski, prof. Michał Seweryński i przedsiębiorstwo IBM Polska,
- w 2008: dr Leszek Ploch i prof. Robert Rauziński,
- w 2007: prof. Leon Dyczewski, prof. Aleksy Pocztowski i Wojewódzki Urząd Pracy w Toruniu,
- w 2006: prof. Józef Orczyk, pan Piotr Pawłowski i przedsiębiorstwo ComputerLand,
- w 2005: prof. Stanisława Golinowska, prof. Eugeniusz Kwiatkowski, prof. Alojzy Melich i prof. Jolanta Supińska,
- w 2004: prof. Adam Kurzynowski, prof. Janusz Meller, PTK Centertel,
- w 2003: prof. Mieczysław Kabaj, prof. Tadeusz Kowalak, prof. Alicja Sajkiewicz i Jerzy Owsiak,
- w 2002: prof. Jan Danecki, prof. Stanisława Borkowska i Anna Kozińska (dyrektor departamentu w BRE Banku),
- w 2001: prof. Lucyna Frąckiewicz, prof. Zofia Morecka, Marek Kotański i ks. Arkadiusz Nowak,
- w 2000: prof. Witold Nieciuński, prof. Tadeusz Zieliński i Jerzy Kerszke (dyrektor kadr w NBP),
- w 1999: prof. Antoni Rajkiewicz i prof. Andrzej Tymowski[1].